# Shunta Nagai
Shunta Nagai (jap. 永井 俊太 Nagai Shunta; ur. 12 lipca 1982) – japoński piłkarz.

## Kariera klubowa
Od 2001 do 2009 roku występował w klubach Kashiwa Reysol, Mito HollyHock i Ehime FC.

## Kariera reprezentacyjna
W 2001 roku Shunta Nagai zagrał na Mistrzostwach Świata U-20.